# Rząd Wilhelma Cuno

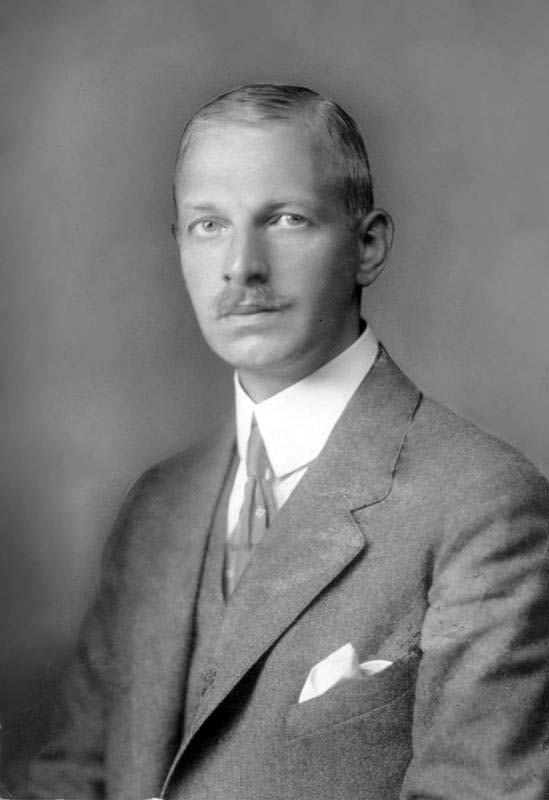
Wilhelm Cuno (1919)

Rząd Wilhelma Cuno – 22 listopada 1922 – 12 sierpnia 1923.
| Funkcja                                    | Imię i nazwisko                                                    | Partia              |
| ------------------------------------------ | ------------------------------------------------------------------ | ------------------- |
| Reichskanzler – Kanclerz Rzeszy            | Wilhelm Cuno                                                       | bezpartyjny         |
| Minister spraw zagranicznych               | Frederic von Rosenberg                                             | bezpartyjny         |
| Minister spraw wewnętrznych                | Rudolf Oeser                                                       | DDP                 |
| Minister sprawiedliwości                   | Rudolf Heinze                                                      | DVP                 |
| Minister finansów                          | Andreas Hermes                                                     | Zentrum             |
| Minister gospodarki                        | Rudolf Oeser                                                       | DDP                 |
| Minister polityki żywnościowej i rolnictwa | Karl Müller (do 25 listopada 1922) Hans Luther (od 2 grudnia 1922) | Zentrum bezpartyjny |
| Minister pracy                             | Heinrich Brauns                                                    | Zentrum             |
| Minister obrony                            | Otto Geßler                                                        | DDP                 |
| Minister transportu                        | Wilhelm Groener                                                    | bezpartyjny         |
| Minister poczty                            | Karl Stingl                                                        | BVP                 |
| Minister odbudowy                          | Heinrich Albert (od 29 marca 1923)                                 | bezpartyjny         |
| Minister skarbu Państwa                    | Heinrich Albert (do 29 marca 1923)                                 | bezpartyjny         |